# داني لي (لاعب دوري الرغبي)
داني لي (بالإنجليزية: Danny Lee)‏ هو لاعب دوري الرغبي أسترالي، ولد في 17 فبراير 1965.